# Chef’s Table (Fernsehserie)
Chef’s Table ist eine US-amerikanische Dokumentarfilm-Serie, die von Netflix produziert wurde. In jeder Episode wird ein internationaler Chefkoch porträtiert. Die Serie wurde von David Gelb geschaffen, der auch als Executive Producer der Serie fungierte.

## Handlung
In jeder Episode wird ein Koch begleitet. Es wird seine Arbeit, seine Inspirationsquellen und seine Lebensgeschichte vorgestellt.

## Episodenliste

### Staffel 1
| Nr. (ges.) | Nr. (St.) | Originaltitel    | Zusammenfassung | Erstausstrahlung | Restaurant                                                                |
| ---------- | --------- | ---------------- | --- | ---------------- | ------------------------------------------------------------------------- |
| 1          | 1         | Massimo Bottura  | Die Osteria Francescana von Koch Massimo Bottura wurde dank der Fusion aus italienischer Tradition und kunstvoller Modernität zum drittbesten Restaurant der Welt gewählt. | 26. Apr. 2015    | „Osteria Francescana“ in Modena, Italien                                  |
| 2          | 2         | Dan Barber       | Dan Barber ist ein gefeierter Koch, leidenschaftlicher Farmer und revolutionärer Verfechter eines Mentalitätswandels innerhalb der Nahrungsmittelindustrie.                | 26. Apr. 2015    | „Blue Hill Restaurant“ in Stone Barns und in New York, Vereinigte Staaten |
| 3          | 3         | Francis Mallmann | Von abgelegenen Inseln in Patagonien hin zu französischen Michelin-Restaurants mit drei Sternen - Francis Mallmann verzaubert Gäste mit seiner wilden Open-Air-Kochkunst.  | 26. Apr. 2015    | „El Restaurante Patagonia Sur“ in Buenos Aires, Argentinien               |
| 4          | 4         | Niki Nakayama    | In ihrem preisgekrönten Restaurant N/Naka in Los Angeles kombiniert Niki Nakayama Kreativität, Leidenschaft und Können zu ihrer sagenhaften Kaiseki-Küche.                 | 26. Apr. 2015    | „N/Naka Restaurant“ in Los Angeles, Vereinigte Staaten                    |
| 5          | 5         | Ben Shewry       | Ben Shewrys Naturverbundenheit und Erfindungsreichtum bei der Suche nach neuen Eindrücken haben sein Restaurant Attica in Australien weltweit berühmt gemacht.             | 26. Apr. 2015    | „Attica Restaurant“ in Melbourne, Australien                              |
| 6          | 6         | Magnus Nilsson   | Weit entfernt von Städten und frischen Zutaten hat Koch Magnus Nilsson im schwedischen Järpen eines der weltweit großartigsten Restaurants eröffnet.                       | 26. Apr. 2015    | „Fäviken Magasinet“ in Järpen, Schweden                                   |

### Staffel 2
| Nr. (ges.) | Nr. (St.) | Originaltitel   | Zusammenfassung | Erstausstrahlung | Restaurant                                                       |
| ---------- | --------- | --------------- | --- | ---------------- | ---------------------------------------------------------------- |
| 7          | 1         | Grant Achatz    | US-Starkoch Grant Achatz möchte seine Gäste nicht nur mit Geschmack und Schönheit überwältigen, sondern auch mit Geheimnis, Gefühl und Magie.                         | 17. Feb. 2017    | „Alinea“, „Next“ und „The Aviary“ in Chicago, Vereinigte Staaten |
| 8          | 2         | Alex Atala      | Mit Aufgeschlossenheit, einem ungezähmten Geist und seiner Liebe zum Amazonas kreiert der brasilianische Koch und Abenteurer Alex Atala vorzügliche Gerichte.         | 17. Feb. 2017    | „D.O.M.“ in São Paulo, Brasilien                                 |
| 9          | 3         | Dominique Crenn | Die Liebe zum Leben, ihrer Familie und persönlichen Beziehungen machten die gebürtige Französin Dominique Crenn laut Michelin zur ersten Zwei-Sterne-Köchin Amerikas. | 17. Feb. 2017    | „Atelier Crenn“ in San Francisco, Vereinigte Staaten             |
| 10         | 4         | Enrique Olvera  | Koch Enrique Olvera verwandelt in seinem Restaurant in Mexico-Stadt schmackhafte Streetfood-Gerichte und traditionelle Zutaten in preisgekrönte Delikatessen.         | 17. Feb. 2017    | „Pujol“ in Mexiko-Stadt, Mexiko                                  |
| 11         | 5         | Ana Roš         | Die autodidaktische Köchin Ana Roš aus Slowenien kreiert mit Zutaten aus ihrer abgelegenen Region geniale und überraschende Gerichte.                                 | 17. Feb. 2017    | „Hiša Franko“ in Kobarid, Slowenien                              |
| 12         | 6         | Gaggan Anand    | Mit seiner Leidenschaft dafür, traditionelle indische Gerichte neu zu interpretieren, gründete Starkoch Gaggan Anand das beste Restaurant in ganz Asien.              | 17. Feb. 2017    | „Gaggan“ in Bangkok, Thailand                                    |

### Staffel 3
| Nr. (ges.) | Nr. (St.) | Originaltitel           | Zusammenfassung | Erstausstrahlung | Restaurant                                                            |
| ---------- | --------- | ----------------------- | --- | ---------------- | --------------------------------------------------------------------- |
| 13         | 1         | Jeong Kwan              | Für die buddhistische Nonne Jeong Kwan aus Südkorea ist Kochen eine spirituelle Praxis. Doch ihre Gerichte haben schon die besten Küchenchefs der Welt verzaubert.       | 17. Feb. 2017    | „Chunjinam Hermitage“ im Baekyangsa Temple, Südkorea                  |
| 14         | 2         | Vladimir Mukhin         | Im Moskauer White Rabbit serviert Küchenchef Vladimir Mukhin traditionelle Gerichte mit modernem Touch und bringt so seinen Gästen den wahren Geist Russlands näher.     | 17. Feb. 2017    | „White Rabbit“ in Moskau, Russland                                    |
| 15         | 3         | Nancy Silverton         | Küchenchefin Nancy Silverton au LA ist fasziniert von Teig. Das war auch der Ausgangspunkt für ihr Brotimperium, bevor sie sich als Mozzarella-Expertin neu erfand.      | 17. Feb. 2017    | „Mozza“ in Los Angeles, Vereinigte Staaten                            |
| 16         | 4         | Ivan Orkin              | Seine langjährige Liebe zu Japan brachte Küchenchef Ivan Orkin aus New York zu seinem neuen Leben als Ramen-Star - und Meisters des Umami.                               | 17. Feb. 2017    | „Ivan Ramen“ in New York City, Vereinigte Staaten und in Tokio, Japan |
| 17         | 5         | Tim Raue                | Nach einer stürmischen Jugend in den Straßen von Berlin stellte Küchenchef Tim Raue die Szene auf den Kopf und erhielt mit provokanten neuen Ideen zwei Michelin-Sterne. | 17. Feb. 2017    | „Restaurant Tim Raue“ in Berlin, Deutschland                          |
| 18         | 6         | Virgilio Martínez Véliz | Mit wenig bekannten Zutaten aus ganz Peru erschuf Küchenchef Virgilio Martinez auf seiner innovativen Speisekarte im Central traumhafte essbare Ökosysteme.              | 17. Feb. 2017    | „Central“ in Lima, Peru                                               |

### Staffel 4: Süße Kreationen
| Nr. (ges.) | Nr. (St.) | Originaltitel   | Zusammenfassung | Erstausstrahlung | Café / Restaurant                          |
| ---------- | --------- | --------------- | --- | ---------------- | ------------------------------------------ |
| 19         | 1         | Christina Tosi  | In der angesagten Milk Bar in New York verwandelt Christina Tosi ihre Vorliebe für Junkfood in unwiderstehliche Versuchungen wie Eis aus Cornflakes-Milch und „Crack-Pie“. | 13. Apr. 2018    | „Milk Bar“ in New York, Vereinigte Staaten |
| 20         | 2         | Corrado Assenza | Bei Köstlichkeiten wie Eiscreme, Mandel-Granitas und knusprigen Cannoli ließ sich Corrado Assenza von den Obstgärten und Farmen seiner Heimat Sizilien inspirieren.        | 13. Apr. 2018    | „Caffè Sicilia“ in Noto, Italien           |
| 21         | 3         | Jordi Roca      | Eine Wende des Schicksals machte Jordi Roca im Restaurant seines Bruders zum Patissier, wo er mit seinen überaus erfindungsreichen Kreationen allen den Atem raubt.        | 13. Apr. 2018    | „El Celler de Can Roca“ in Girona, Spanien |
| 22         | 4         | Will Goldfarb   | Nach seinem kometenhaften Aufstieg zum Avantgarde-Patissier verließ Will Goldfarb New York, um einen Neuanfang auf Bali zu wagen - dem Land des Kakaos und der Vanille.    | 13. Apr. 2018    | „Room 4 Dessert“ in Ubud, Indonesien       |

### Staffel 5
| Nr. (ges.) | Nr. (St.) | Originaltitel     | Zusammenfassung | Erstausstrahlung | Restaurant                                                  |
| ---------- | --------- | ----------------- | --- | ---------------- | ----------------------------------------------------------- |
| 23         | 1         | Cristina Martinez | Cristina Martinez wurde dank der Barbacoa-Kochkultur in ihrer Familie zu einem kulinarischen Star in Philiadelpa - und einer Stimme illegaler Einwanderer.              | 25. Sep. 2018    | „South Philly Barbacoa“ in Philadelphia, Vereinigte Staaten |
| 24         | 2         | Musa Dağdeviren   | Im „Çiya“ in Istanbul belebt der „Essensanthropologe“ Musa Dagdeviren regionale türkische Gerichte wieder, um diese vor dem Vergessen zu retten.                        | 25. Sep. 2018    | „Çiya“ in Istanbul, Türkei                                  |
| 25         | 3         | Bo Songvisava     | Um für mehr authentische Thai-Küche zu sorgen, erweckt Bo Songvisava in ihrem nachhaltigen Restaurant in Bangkok gewagte und aufwendige Aromen wieder zum Leben.        | 25. Sep. 2018    | „Bo.Lan“ in Bangkok, Thailand                               |
| 26         | 4         | Albert Adrià      | Nach Jahren als Creative Director des Restaurants El Bulli leitet der kulinarische Pionier Albert Adrià nun einen „Vergnügungspark“ innovativer Esslokale in Barcelona. | 25. Sep. 2018    | „Tickets“ in Barcelona, Spanien                             |

### Staffel 6
| Nr. (ges.) | Nr. (St.) | Originaltitel  | Zusammenfassung | Erstausstrahlung | Restaurant                                               |
| ---------- | --------- | -------------- | --- | ---------------- | -------------------------------------------------------- |
| 27         | 1         | Mashama Bailey | In einem ehemaligen Busbahnhof aus der Zeit der Rassentrennung in Savannah, Georgia, würdigt Mashama Bailey mit ihrer Version der US-Südstaatenküche die Geschichte. | 22. Feb. 2019    | „The Grey“ in Savannah, Georgia, Vereinigte Staaten      |
| 28         | 2         | Dario Cecchini | Dario Cecchini, Inhaber einer Fleischerei, bietet in seinem Restaurant Spezialitäten an, bei denen alle Teile des Tieres außer das Filet verarbeitet werden.         | 22. Feb. 2019    | „Solociccia“ in Panzano, Toskana, Italien                |
| 29         | 3         | Asma Khan      | Die Folge zeigt den Lebensweg von Asma Khan wie sie aus Kalkutta zu einer Starköchin in London wurde.                                                                | 22. Feb. 2019    | „Darjeeling Express“ in London, Vereinigtes Königreich   |
| 30         | 4         | Sean Brock     | Die Folge zeigt wie Sean Brock die US-Südstaatenküche neu definiert und revolutioniert, dabei allerdings seine eigene psychische Gesundheit vernachlässigt.          | 22. Feb. 2019    | „Husk“ in Charleston, South Carolina, Vereinigte Staaten |

## Chef’s Table: France
Im September 2016 wurde ein vierteiliger Ableger namens Chef’s Table: France veröffentlicht: 
| Nr. (ges.) | Nr. (St.) | Originaltitel      | Zusammenfassung | Erstausstrahlung | Restaurant                        |
| ---------- | --------- | ------------------ | --- | ---------------- | --------------------------------- |
| 1          | 1         | Alain Passard      | Die Folge zeigt die Umstellung von Alain Passards Drei-Sterne-Restaurant zu einem Restaurant das auf Gemüse setzt. | 2. Sep. 2016     | L'Arpège in Paris                 |
| 2          | 2         | Alexandre Couillon | Die Folge zeigt wie Alexandre Couillon ein Inselcafé zum Connaisseur-Restaurant verwandelt.                        | 2. Sep. 2016     | La Marine in Noirmoutier-en-l’Île |
| 3          | 3         | Adeline Grattard   | Adeline Grattard verbindet im Yam'tcha die Chinesischen Kochmethoden mit französischen Zutaten.                    | 2. Sep. 2016     | Yam’Tcha in Paris                 |
| 4          | 4         | Michel Troisgros   | In der Folge zeigt Michel Troisgros wie er sein Restaurant in die Moderne führt und an aktuelle Vorlieben anpasst. | 2. Sep. 2016     | La Maison Troisgros in Roanne     |

## Chef's Table: BBQ
Im September 2020 erschien ein vierteiliger Ableger namens Chef’s Table: Meisterliches BBQ zum Thema BBQ.

## Chef's Table: Pizza
Im Jahr 2022 wurde ein sechsteiliger Ableger namens Chef’s Table: Pizza veröffentlicht. Die vorgestellten Köche waren Chris Bianco, Gabriele Bonci, Ann Kim, Franco Pepe, Yoshihiro Imai und Sarah Minnick. 

## Chef's Table: Nudelgerichte
Im Jahr 2024 erschien ein weiterer, vierteiliger Ableger namens Chef’s Table: Nudelgerichte bei Netflix. Porträtiert wurden Evan Funke, Guirong Wei, Peppe Guida und Nite Yun. 

## Rezeption
Neil Genzlinger von der New York Times bezeichnete Chef’s Table als eine „elegante“ (“elegant”) Kochsendung, die erfrischenderweise eine völlig andere Richtung einschlage (“goes refreshingly in the opposite direction”) als viele der „absurd aufgetakelten“ (“tarted up absurdly”) aktuellen Kochformate. Genzlinger lobte auch die Auswahl der in der ersten Staffel porträtierten Köche, deren Gerichte, Restaurants und Philosophien sich jeweils stark voneinander unterscheiden (“each chef is different, not only in foods and restaurants but also in philosophy”).
Emily Buder von Indiewire.com gab der Serie die Wertung A- und nannte sie die „Neuerfindung der Kochsendung“ (“reinvents the cooking show”). Vor allem aber biete Chef’s Table einen tiefen Einblick in die Gedankenwelt der Küchenchefs (“entering the mind of the chef”), wobei diese jedoch immer mit Respekt behandelt würden (“respects the chefs”). Buder lobte auch die Bildgestaltung der Sendung als wirkungsvoll (“potent visuals”).

## Auszeichnungen
Primetime Emmy Award
- 2015: Nominierung in der Kategorie Outstanding Music Composition for a Series für Duncan Thum
- 2016: Nominierung in der Kategorie Outstanding Documentary or Nonfiction Series für Chef's Table
- 2016: Nominierung in der Kategorie Outstanding Directing for a Documentary/Nonfiction Program für David Gelb
- 2016: Nominierung in der Kategorie Outstanding Music Composition for a Series für Duncan Thum
- 2017: Nominierung in der Kategorie Outstanding Documentary or Nonfiction Series für Chef's Table
- 2017: Nominierung in der Kategorie Outstanding Cinematography for a Nonfiction Program für Will Basanta
- 2018: Nominierung in der Kategorie Outstanding Cinematography for a Nonfiction Program für Adam Bricker

International Documentary Association Awards
- 2015: Auszeichnung in der Kategorie Best Episodic Series an Chef's Table
- 2016: Nominierung in der Kategorie Best Episodic Series für Chef's Table

MPSE Golden Reel Awards
- 2016: Nominierung in der Kategorie Best Sound Editing - Short Form Documentary in Television für William McGuigan